# Millim
Millim (arabisch ملّيم Millīm; Mz.: Millīmāt / ملّيمات; zu frz. Millième, „Tausendstel“; Abkürzung: M; von lat. mille, „Tausend“) ist die Bezeichnung einer Währungsuntereinheit mehrerer arabischsprachiger Länder. Heute sind Millim nur noch in Tunesien als Tausendstel eines Dinar im Umlauf.

## Tunesische Millim

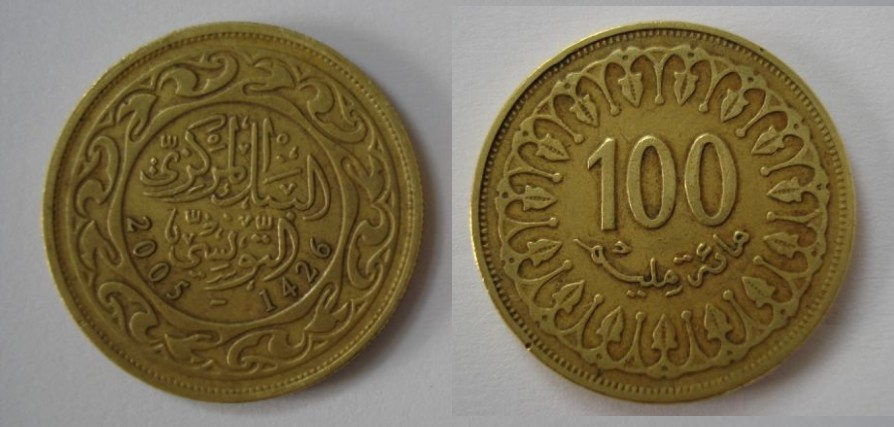
Tunesische 100-Millim-Münze

In Tunesien hielten die Millim oder Millimes, am 18. Oktober 1958 Einzug und wurden erstmals 1960 als 1-, 2-, 5-, 10-, 20-, 50- und 100-Millim-Münzen geprägt. Die Münzen im Wert von 500 Millim (ab 1968) tragen die Wertangabe ½ Dinar, 200-Millim-Münzen wurden erstmals 2013 ausgegeben.

## Ehemalige Millim-Währungen

### Ägypten und Vereinigte Arabische Republik

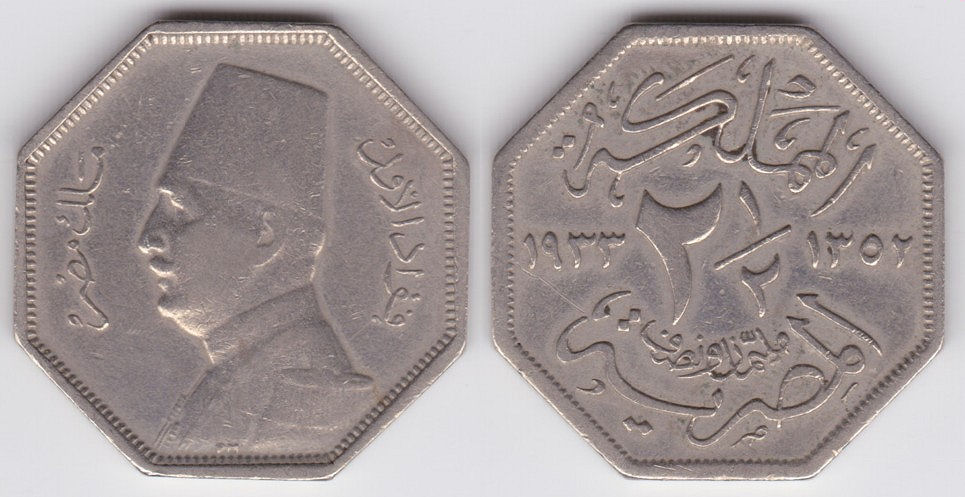
2½ ägyptische Millim (1933)

Ägyptische Millim, englisch Millieme, bezeichnen den tausendsten Teils eines ägyptischen Pfundes beziehungsweise ein Zehntel eines Piasters (arabisch قرش Qirsch). Früher waren Milliememünzen weit verbreitet, heute befinden sie sich nicht mehr im Umlauf.
Die Milliemes wurden bei der Währungsreform 1916 eingeführt und kamen unter Hussein Kamil auch erstmals in diesem Jahr als Münzen in Umlauf. Die letzten Milliemes-Münzen, eine 10-Milliemes-FAO-Ausgabe, wurden 1980 geprägt. In verschiedenen Ausgaben existierten bis dahin Münzen im Wert von ½, 1, 2, 2½, 5 und 10 Milliemes. Zu Zeiten der Vereinigten Arabischen Republik blieben in Syrien und Ägypten die jeweiligen Währungen erhalten.

### Libyen

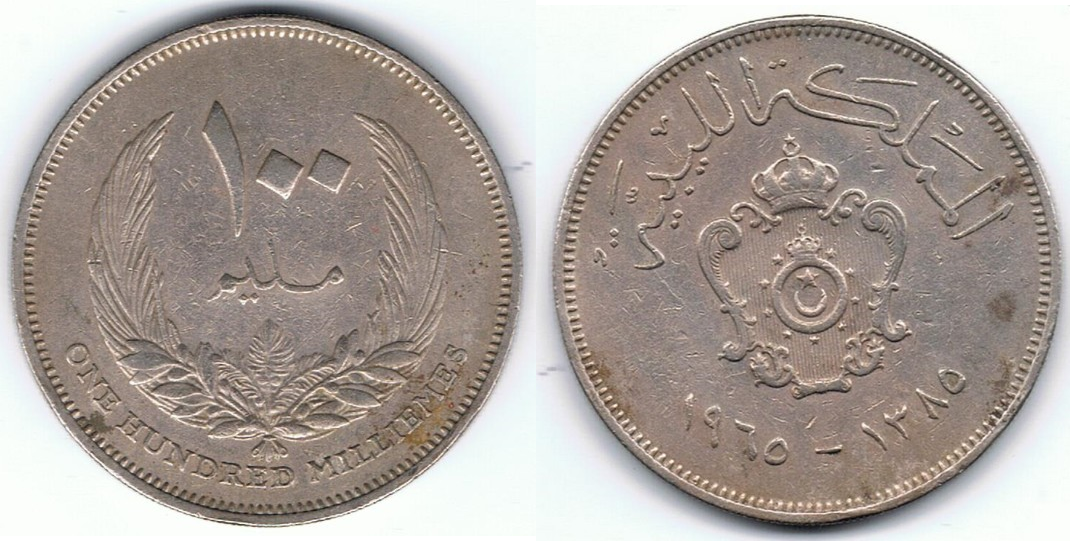
100 libysche Millim (1965)

Als Libyen 1951 unabhängig wurde, führte man das libysche Pfund, unterteilt in 100 Piaster/Qirsch und 1000 Millim (Millieme), als neue Währung ein. Eine erste Serie Millim-Münzen (1, 2 und 5 Millim) mit dem Konterfei Idris' I. kam 1952 heraus, eine zweite (1, 5, 10, 20, 50 und 100 Millim) 1965. Nach der Machtergreifung durch Muammar al-Gaddafi wurde die Währung umbenannt; ein Tausendstel des heutigen Dinars wird nun offiziell als Dirham bezeichnet.

### Sudan
Ähnlich wie in Ägypten kamen auch in Sudan die ab 1956 geprägten Millim-Münzen (Millieme) aufgrund ihres geringen Wertes außer Umlauf. Sie bezeichneten den tausendsten Teil des sudanesischen Pfund und zugleich ein Zehntel eines Qirsch. 1971 wurden die letzten 1- und 2-Millim-Münzen geprägt, 1980 die letzten 10-Millim-Münzen und 1983 die letzten 5-Millim-Münzen. Der 1992 eingeführte Dinar war gar nicht, der seit 2007 gültige neue Pfund ist nur in 100 Qirsch/Piaster unterteilt.

## Ähnliche Währungsuntereinheiten
- Der tausendste Teil des US-Dollar trägt die offizielle Bezeichnung Mill, es gab jedoch nie Mill-Münzen, sondern nur Wertmarken.

- In mehreren (teils ehemaligen) britischen Kolonialgebieten hieß der tausendste Teil der Währung Mil:
  - In Palästina wurden Mil-Münzen (مل) von 1927 bis 1947 im Wert von 1, 2, 5, 10, 20, 50 und 100 Mils als Untereinheit des Palästina-Pfunds geprägt. 1948 und 1949, vor der Umstellung auf Lirah und Prutah, wurden in Israel 25-Mils-Münzen aus Aluminium geprägt.
  - Nach der Umstellung auf eine Dezimalwährung waren in Zypern von 1955 bis 1982 Mils die Untereinheit des Zypern-Pfund
  - Der tausendste Teil der Maltesischen Lira trug ebenfalls den Namen Mil. Münzen im Wert von 2, 3 und 5 Mil wurden zwischen 1972 und 1982 geprägt.